# Ribes alpestre
Ribes alpestre là một loài thực vật có hoa trong họ Grossulariaceae. Loài này được Wall. ex Decne. miêu tả khoa học đầu tiên năm 1844.